# Santa Maria de Oliveira
Santa Maria de Oliveira ist eine Gemeinde im Norden Portugals.
Santa Maria de Oliveira gehört zum Kreis Vila Nova de Famalicão im Distrikt Braga, besitzt eine Fläche von 4,5 km² und hat 3279 Einwohner (Stand 19. April 2021).